# فهرست حوادث مثلث برمودا

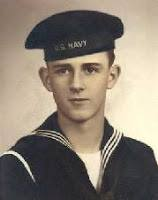
توماس آرتور گارنر (درگذشته ۱۹۴۵) به همراه ۱۱ خدمه دیگر یک گشت دریانوردی از پایگاه هوایی پاتریک پس از ۱۹۴۵ هرگز پیدا نشدند.

فهرست حوادث مثلث برمودا (به انگلیسی: List of Bermuda Triangle incidents) توضیح حوادثی است که پیرامون منطقه‌ای موسوم به مثلث برمودا در ناحیه غربی اقیانوس اطلس شمالی رخ دادند.

## فهرست کامل حوادث
| فهرست حوادث | فهرست حوادث     | فهرست حوادث             | فهرست حوادث    | فهرست حوادث               | فهرست حوادث          | فهرست حوادث |
| ----------- | --------------- | ----------------------- | -------------- | ------------------------- | -------------------- | --- |
| شماره       | نوع وسیله نقلیه | نام وسیله نقلیه         | تاریخ          | مبدا                      | مقصد دست‌نیافته       | خلاصهٔ عملیات |
| ۱           | کشتی            | یواس‌ان سایکلوپ          | ۴ مارس ۱۹۱۸    | باربادوس                  | بالتیمور             | کالیر، فرمانده کشتی و هر ۳۰۹ خدمه دیگر ناپدید شدند. |
| ۲           | کشتی            | کارول آ دیرینگ          | ۳۱ ژانویه ۱۹۲۱ | کارولینای شمالی           | ریو دو ژانیرو، برزیل | پنج قایق بادبانی در نزدیکی کیپ هتراس ناپدید شدند. |
| ۳           | کشتی            | اس‌اس کوتوپاکسی          | ۱ دسامبر ۱۹۲۵  | چارلستون، کارولینای جنوبی | هاوانا، کوبا         | درو روز پیش از رسیدن به هاوانا، کوبا، رادیو گزارش داد که چند کشتی غرق شده‌اند.                                                                                                  |
| ۴           | کشتی            | یواس‌اس پروتئوس          | ۱۹۴۱           | مکزیک                     | ریو دو ژانیرو، برزیل | هر ۵۸ نفر از دست رفتند و کشتی خواهرش یواس‌اس نرئوس نیز ناپدید شد. |
| ۵           | هواپیما         | پرواز ۱۹                | ۵ دسامبر ۱۹۴۵  | ایالات متحده آمریکا       |                      | هر ۵ فروند هواپیما از دست رفتند. چند ثانیه پیش از ناپدیدشدن آن‌ها فرمانده می‌گفت که این جا هیچ چیز خوب نیست، آب سبز است یا سفید. همان روز یک هواپیمای مارینر در جستجوی آن‌ها بود. |
| ۶           | هواپیما         | بی‌اس‌ای‌ای استار تیگر     | ۳۰ ژانویه ۱۹۴۸ | بریتانیا                  | آزور                 | این هواپیمای مسافربری خانوادهٔ سلطنتی تودور بوده‌است که ۶ خدمه و ۲۵ مسافر آن از بین رفتند.                                                                                       |
| ۷           | هواپیما         | داگلاس دی‌سی-۳           | ۲۸ دسامبر ۱۹۴۸ | سان خوآن                  | میامی                | هر سه خدمه و ۳۶ مسافر پیش از رسیدن به میامی ناپدید شدند. |
| ۸           | هواپیما         | بی‌اس‌ای‌ای استار آریل     | ۱۷ ژانویه ۱۹۴۹ | برمودا                    | جامایکا              | این هواپیمای مسافربری خانوادهٔ سلطنتی تودور بوده‌است که هر ۷ خدمه و ۱۳ مسافرش ناپدید شدند.                                                                                       |
| ۹           | کشتی            | اس‌اس مارین سولفور کوئین | ۱۹۶۳           | بومانت، تگزاس             |                      | این کشتی ۱۵،۲۶۰ تن گوگرد را حمل می‌کرد و دریا خشمگین شد و بعد از ۱۶ فوت، بادهای شمالی شدیدی وزید و کشتی با ۳۹ خدمهٔ آن ناپدید شد.                                                |
| ۱۰          | فانوس دریایی    | ایزاک                   | ۱۹۶۹           | بیمینی، باهاما            |                      | فانوس دریایی و ۲ نگهبانش ناپدید شدند و هرگز پیدا نشدند. |